# 穆罕默德·易卜拉欣哈利洛维奇·易卜拉欣莫夫
穆罕默德·易卜拉欣哈利洛维奇·易卜拉欣莫夫（1974年7月22日—）生于苏联达吉斯坦苏维埃共和国，是一名拥有阿瓦尔血统的马其顿（现北马其顿）男子摔跤运动员，主攻自由式摔跤。

## 生平
易卜拉欣莫夫于1986年开始练习自由式摔跤，1991年毕业于达吉斯坦共和国的一所高中。
1994年，他开始代表阿塞拜疆参加国际比赛，他在代表阿塞拜疆期间参加了三届世界锦标赛（1994、1995、1997）、两届欧洲锦标赛（1995、1996）和一届奥运会（1996）。他在三届世界锦标赛中均未能获得任何奖牌，最好名次是1995年世界锦标赛的第五名。两届欧洲锦标赛则都获得金牌。1996年，他第一次出战奥运会，在男子自由式82公斤级复活赛中不敌伊朗选手Amir Reza Khadem，最终获得第五名。
1997年后，他开始代表马其顿参赛。之后在1998年世界锦标赛上，他获得男子自由式85公斤级亚军，这是他的首枚世界锦标赛奖牌。1999年，他第三次在欧洲锦标赛上获得金牌。2000年，他代表马其顿出战自己的第二届奥运会，在铜牌赛上成功复仇Amir Reza Khadem，获得铜牌的同时也成为历史上首位代表马其顿获得奥运奖牌的选手。
2004年雅典奥运周期，易卜拉欣莫夫表现平平，在2002年和2003年世界锦标赛上均未取得好成绩。2002年欧洲锦标赛也获得第四名，与奖牌失之交臂。2004年雅典奥运，他在男子自由式84公斤级预赛上两战皆败，最终以第19名的名次结束了自己的最后一次奥运之旅。